# Eriaxis rigida
Eriaxis rigida är en orkidéart som beskrevs av Heinrich Gustav Reichenbach. Eriaxis rigida ingår i släktet Eriaxis och familjen orkidéer. Inga underarter finns listade i Catalogue of Life.